# Ніч довгих ножів (фільм)
«Ніч довгих ножів» («Ночь длинных ножей») — радянський художній фільм 1990 року, знятий режисером Ольгою Жуковою.

## Сюжет
У кримінально-політичному памфлеті йдеться про державний переворот. Москвою роз'їжджають в автомобілі молодик із гвинтівкою, оснащеною оптичним прицілом, а поруч із чоловіком дві веселі дівиці…

## У ролях
- Євген Герасимов — Ігор
- Людмила Бодрова — Світлана
- Уляна Урванцева — Марина
- Микола Мерзлікін — депутат
- Володимир Толоконніков — Горєлов
- Сергій Ніколаєв — господар кафе
- Соня Клименко — Марійка
- Леонід Ясеницький — роль другого плану
- Алі Ібрагімов — керівник змови
- Є. Терехов — змовник
- Володимир Нікітін — змовник
- Михайло Мельниченко — «Латиноамериканець»
- Н. Барабанова — жінка з папугою
- С. Бодрова — «Шльоп-нога»
- Клавдія Бєлова — Дар'я Микитівна
- Надія Самсонова — Романова
- Б. Чеканіхін — акордеоніст
- В'ячеслав Ребров — «Художник»
- Нартай Бегалін — гість у кафе
- Леонід Лукашевич — Астахов
- Д. Пряхін — десантник
- Анатолій Гостюшин — епізод
- Ельман Шейдаєв — епізод
- Ірина Рябцева — епізод
- Володимир Шимаров — епізод
- Юрій Богданов — епізод
- С. Сримов — епізод
- Олександр Дітковський — епізод

## Знімальна група
- Режисер — Ольга Жукова
- Сценаристи — Ольга Жукова, Олег Массаригін, Олена Стрижевська
- Оператор — Олег Массаригін
- Композитор — Сергій Гаврилов
- Художник — В'ячеслав Ребров
- Продюсер — Тетяна Реброва